# A Wilhelm Scream
A Wilhelm Scream (абревіатура AWS, так само відомі як Wilhelm або Scream) — американський мелодійний-хардкор гурт з Нью-Бедфорда, заснований 2003 року.

## Історія
Гурт являє собою яскравого представника хардкор-панку в музиці. Колектив був заснований в Нью-Бедфорді, штат Массачусетс.
Назву колективу A Wilhelm Scream було взято з поняття певного звукового ефекту з області звукорежисури. До цього команда носила такі імена як «Smackin 'Isaiah» і «Koen». Причинами зміни назви стали оновлення складу, та більш професійне становлення, як гурт.
Деякий час тому колектив активно працював з легендарним продюсером панк-колективів Біллом Стивенсоном. З їх плідної співпраці вийшов чудовий альбом. Запис відбувався на студії «Blasting Room». Згідно з офіційними заявами музикантів всі композиції альбому мають досить швидкий темп і агресивний характер.
У вересні 2007 року гітарист групи Крістофер Левеск заявив, що залишає команду. А на початку 2008 року музиканти знайшли йому заміну, це був Майк Сапайна, колишнього учасника групи «Alucard».
У червні 2008 року відбувся грандіозний концерт групи «A Wilhelm Scream», який був організований в пам'ять Карлоса Лісинга , близького друга колективу.
Колектив випустив велику кількість альбомів, які можна зустріти на звичайних дисках, а деякі збереглися на касетах.
На даний момент гурт працює в таких напрямках як панк-рок, мелодійний хардкор, хардкор-панк. Колектив співпрацює з такими звукозаписними студіями як: Nitro Records, Jump Start Records, Fork In Hand Records і Tank Records.

## Учасники гурту
Теперішні учасники
- Нуно Перейра — вокал (з 1996)
- Тревор Райлі — гітара, вокал (з 1996)
- Майк Сапайна — гітара (з 2008)
- Браян Джей Робінсон - бас-гітара, бек-вокал (з 2006)
- Ніколас Паскуале Анджеліні — ударні (з 1997)

Колишні учасники
- Джон Карвальо — гітара (1996-1998)
- Мат Діміло — гітара (1996-2001)
- Джонатан Тевес — бас-гітара, бек-вокал (1996-2005)
- Кьортіс Лопез — гітара (2001-2007)
- Крістофер Левеск — бас-гітара, бек-вокал (2005-2006)

## Дискографія
Студійні альбоми
- The Way To A Girl's Heart Is Through Her Boyfriend's Stomach (1999)
- Benefits Of Thinking Out Loud (2001)
- Mute Print (2004)
- Ruiner (2005)
- Career Suicide (2007)
- Partycrasher (2013)
- Lose Your Delusion (2022)

Міні-альбоми
- The Champagne Of Bands... We Know Sexy (2002)
- Diver (2006)
- A Wilhelm Scream (2009)